# Mark Owen Lee
Mark Owen Lee (Detroit, 28 maggio 1930 – Toronto, 25 luglio 2019) è stato un latinista, musicologo e saggista statunitense naturalizzato canadese.

## Biografia
Mark Owen Lee nacque a Detroit, figlio di Robert Leo Lee ed Helen Miller. Prete di San Basilio dal 1951. Ha studiato lettere classiche all'Università della Columbia Britannica, dove ottenne il dottorato di ricerca nel 1961 con una tesi sulla figura di Orfeo nella letteratura europea. Successivamente fu professore di greco e latino all'Università di Toronto. Durante la sua lunga carriera pubblicò oltre venti libri - su argomenti che spaziarono da Virgilio all'opera lirica - ed ottenne quattro lauree onorarie. Al pubblico statunitense Lee era noto soprattutto come commentatore radiofonico di opere liriche trasmesse dal vivo dalla Metropolitan Opera House, che il sacerdote descriveva e commentava per il pubblico in ascolto durante l'intervallo tra un atto e l'altro.

## Opere (parziale)
- Fathers and Sons in Virgil's Aeneid: Tum Genitor Natum, New York, SUNY Press, 1982. ISBN 9780873954020
- Death and Rebirth in Virgil's Arcadia, New York, Suny Press, 1989. ISBN 9780791400166
- Wagner's Ring: Turning the Sky Round, New York, Limelight, 1994. ISBN  9780879101862
- Wagner: Terrible Man & His Truthful Art, Toronto, University of Toronto Press, 1999. ISBN 9780802047212
- Virgil As Orpheus: A Study of the Georgic, New York, State University of New York Press, 1996. ISBN 978-0791427835
- Father Lee's Opera Quiz Book, Toronto, University of Toronto Press, 2000. ISBN 978-0802083845
- A Season of Opera: From Orpheus to Ariadne, Toronto, University of Toronto Press, 2000. ISBN 9780802083876
- The Operagoer's Guide: One Hundred Stories and Commentaries, New York, Amadeus, 2003. ISBN 9781574670653
- Athena Sings: Wagner and the Greeks, Toronto, University of Toronto Press, 2004. ISBN 9780802085801
- First Intermissions: Commentaries from the Met, New York, Limelight, 2004. ISBN 9780879109707
- The Great Instrumental Works, New York, Amadeus, 2006. ISBN 9781574671179
- Book of Hours: Music, Literature, and Life, Toronto, Continuum, 2006. ISBN 978-0826418746
- Wagner and the Wonder of Art: An Introduction to Die Meistersinger, Toronto, University of Toronto Press, 2007. ISBN 9780802095732